# Team LPR
Il Team LPR era una squadra maschile svizzera di ciclismo su strada, attiva dal 2004 al 2007. Dal 2005 al 2007 ebbe licenza di UCI Professional Continental Team.

## Storia
La squadra venne fondata nel 2004 come Team LPR-Piacenza Management su idea di Omar Piscina, coadiuvato dai direttori sportivi Claudio Cozzi e Orlando Maini, e grazie alla sponsorizzazione dell'azienda piacentina di impianti frenanti LPR Brakes. Inserita nella seconda categoria dei gruppi professionistici (GSII), era composta da tredici corridori e capitanata dal trentottenne Dmitrij Konyšev, vincitore durante quel 2004 di due corse.
Nel 2005 e nel 2006, con la nascita del sistema ProTour, la squadra venne registrata in Svizzera, nel Canton Ticino, e assunse licenza di team Professional Continental (seconda divisione). Nel 2005 la squadra ottenne ben diciotto vittorie, soprattutto con il velocista Danilo Napolitano, capace di imporsi in sette gare dell'Europe Tour; nel 2006 i trionfi furono meno numerosi, fece comunque notizia il successo in solitaria di Daniele Contrini nella tappa di Einsiedeln al Tour de Suisse, valido per il ProTour.
Alla fine del 2006 il Team LPR si fuse con la formazione bresciana 3C Casalinghi Jet-Androni Giocattoli, passando per il 2007, sempre come squadra Professional Continental, sotto la direzione di Silvana Induni, supportata nella direzione tecnica da Davide Boifava e Mario Manzoni, entrambi arrivati dalla 3C Casalinghi Jet, ed Enrico Paolini; Piscina, Cozzi e Maini si trasferirono alla formazione italo-russa Tinkoff Credit Systems. Anche otto dei corridori in rosa giunsero dalla 3C Casalinghi Jet, mentre solo cinque furono i confermati dal Team LPR, a completare un organico di venti atleti. In stagione Luca Solari vinse il Grand Prix Pino Cerami e Borut Božič il Tour de Wallonie; nonostante gli investimenti la squadra non venne però invitata al Giro d'Italia.
Al termine del 2007 la squadra cessò l'attività, confluendo nella Tenax-Menikini di Fabio Bordonali e andando a formare la LPR Brakes-Ballan grazie allo stesso sponsor LPR.

## Cronistoria

### Annuario
| Anno | Codice | Nome                         | Cat. | Biciclette | Dirigenza                                                                            |
| ---- | ------ | ---------------------------- | ---- | ---------- | ------------------------------------------------------------------------------------ |
| 2004 | LPR    | Team LPR-Piacenza Management | GSII | Guerciotti | Manager: Omar Piscina Dir. sportivi: Orlando Maini, Claudio Cozzi                    |
| 2005 | LPR    | Team LPR                     | PCT  | Guerciotti | Manager: Omar Piscina Dir. sportivi: Orlando Maini, Claudio Cozzi                    |
| 2006 | LPR    | Team LPR                     | PCT  | Guerciotti | Manager: Omar Piscina Dir. sportivi: Orlando Maini, Claudio Cozzi, Roberto Damiani   |
| 2007 | LPR    | Team LPR                     | PCT  | Carrera    | Manager: Silvana Induni Dir. sportivi: Davide Boifava, Enrico Paolini, Mario Manzoni |

### Classifiche UCI
| Anno | Class.     | Pos. | Migliore cl. individuale |
| ---- | ---------- | ---- | ------------------------ |
| 2004 | GSII       | 18º  | Dmitrij Konyšev (295º)   |
| 2005 | Europe T.  | 6º   | Danilo Napolitano (6º)   |
| 2006 | America T. | 23º  | Carlos José Ochoa (226º) |
| 2006 | Asia T.    | 18º  | Elio Aggiano (84º)       |
| 2006 | Europe T.  | 34º  | Mychajlo Chalilov (76º)  |
| 2006 | Oceania T. | 12º  | Gene Bates (18º)         |
| 2007 | America T. | 31º  | Marco Marcato (194º)     |
| 2007 | Europe T.  | 5º   | Borut Božič (18º)        |

## Palmarès

### Grandi Giri
- Giro d'Italia

Partecipazioni: 0
- Tour de France

Partecipazioni: 0
- Vuelta a España

Partecipazioni: 0

### Campionati nazionali
- Campionati ucraini: 1

In linea: 2005 (Mychajlo Chalilov)